# 현월
현월(玄月, 1965년 2월 10일~)은 대한민국의 소설가이다. 재일 한국인으로 본명은 현봉호(玄峰豪)이다. 

## 생애
다양한 직업을 경험한 후, 오사카 문학 학교에서 동시집 "백아"(白鴉)를 발행하면서 집필 활동을 시작했다. 1998년 "무대 배우의 고독"(舞台役者の孤独)이 문학계에서 게재되어 작가로 데뷔했다.
1999년에 문학계에서 활동했고 "蔭の棲みか"로 제122회 아쿠다가와 상을 수상했다.

## 작품 목록
- 그늘의 집(蔭の棲みか, 2000년)
- 나쁜 소문(悪い噂, 2000년)
- 말 많은 개(おしゃべりな犬, 2003년)
- 적야(寂夜, 2003년)
- 이물(異物, 2005년)
- 야마다 타로라고 합니다(山田太郎と申します, 2005년)